# Rubus parviflorus
Espèce
Classification APG II (2003)
Rubus parviflorus (la Ronce à petites fleurs, ou en anglais Thimbleberry, la baie « dé à coudre »), également nommée Ronce odorante en Français québécois, à ne pas confondre avec Rubus odoratus), est une espèce de plantes à fleurs du genre Rubus et de la famille des Rosaceae naturellement présente dans l'Ouest américain, depuis l'Alaska au nord jusqu'à l'Ontario et au Michigan à l'est et jusqu'au nord du Mexique au sud. On s'y réfère parfois en langue familière en tant que "Chapeau".

## Description
Rubus parviflorus est un arbuste dense atteignant 2,5 mètres de haut, dont les tiges ne mesurent pas plus de 1,5 cm de diamètre, poussant souvent en larges touffes qui se propagent grâce au rhizome souterrain de la plante. Contrairement à beaucoup d'autres membres du genre, il n'a pas d’aiguillons. Les feuilles sont palmées, mesurent 20 centimètres de diamètre (beaucoup plus grandes que la plupart des autres espèces de rubus), avec cinq lobes; leur texture est douce,.
Les fleurs ont un diamètre de 2 à 6 centimètres, avec cinq pétales blancs et de nombreuses étamines jaune pâle. La fleur de cette espèce est parmi les plus grandes de toutes les espèces de Rubus, ce qui rend son nom latin, parviflorus ("à petites fleurs"), un abus de langage,.
La plante produit des fruits comestibles d'environ 1 centimètre de diamètre, qui mûrissent en rouge vif au milieu ou à la fin de l'été. Comme les autres framboises, ce n’est pas une vraie baie, mais plutôt un fruit composé de nombreuses drupéoles autour d’un noyau central. Les drupéoles peuvent être soigneusement retirées séparément du noyau lors de la cueillette, laissant un fruit creux qui ressemble à un dé à coudre.

## Usages
Les fruits sont plus petits, plus plats et plus tendres que la framboise et contiennent de nombreuses petites graines. Parce que le fruit est si tendre, il ne se prête pas à l’emballage et ne supporte pas le transport, de sorte que celui-ci est rarement cultivé commercialement.
Toutefois, les fruits peuvent être mangés crus ou séchés et transformés en une confiture vendue comme mets délicat local, notamment dans la péninsule de Keweenaw, dans le Haut-Michigan. La confiture est faite en combinant des volumes égaux de fruits et de sucre et en faisant bouillir le mélange pendant deux minutes avant de le mettre dans des bocaux. Sans sucre, les fruits cuits avec leur goût aigre-doux supportent un passage au réfrigérateur et peuvent être ajoutées à toutes sortes de desserts et de vinaigrettes.
Ils sont notamment consommés par la première nation Nuu-chah-nulth sur l'ile de Vancouver en Colombie-Britannique et sont connus pour être consommés peu de temps après la cueillette en raison de leur mauvaise conservation.

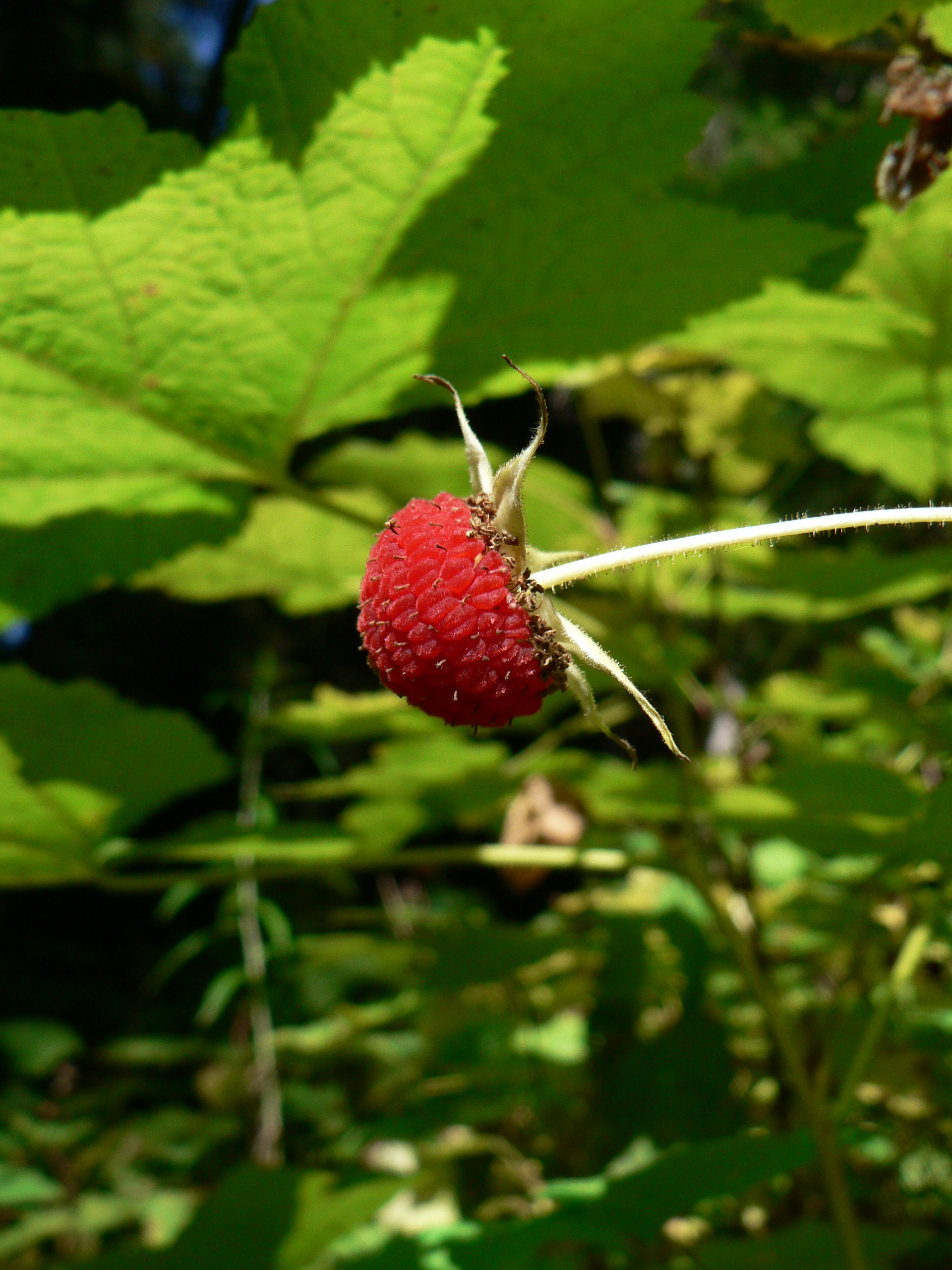
Fruit
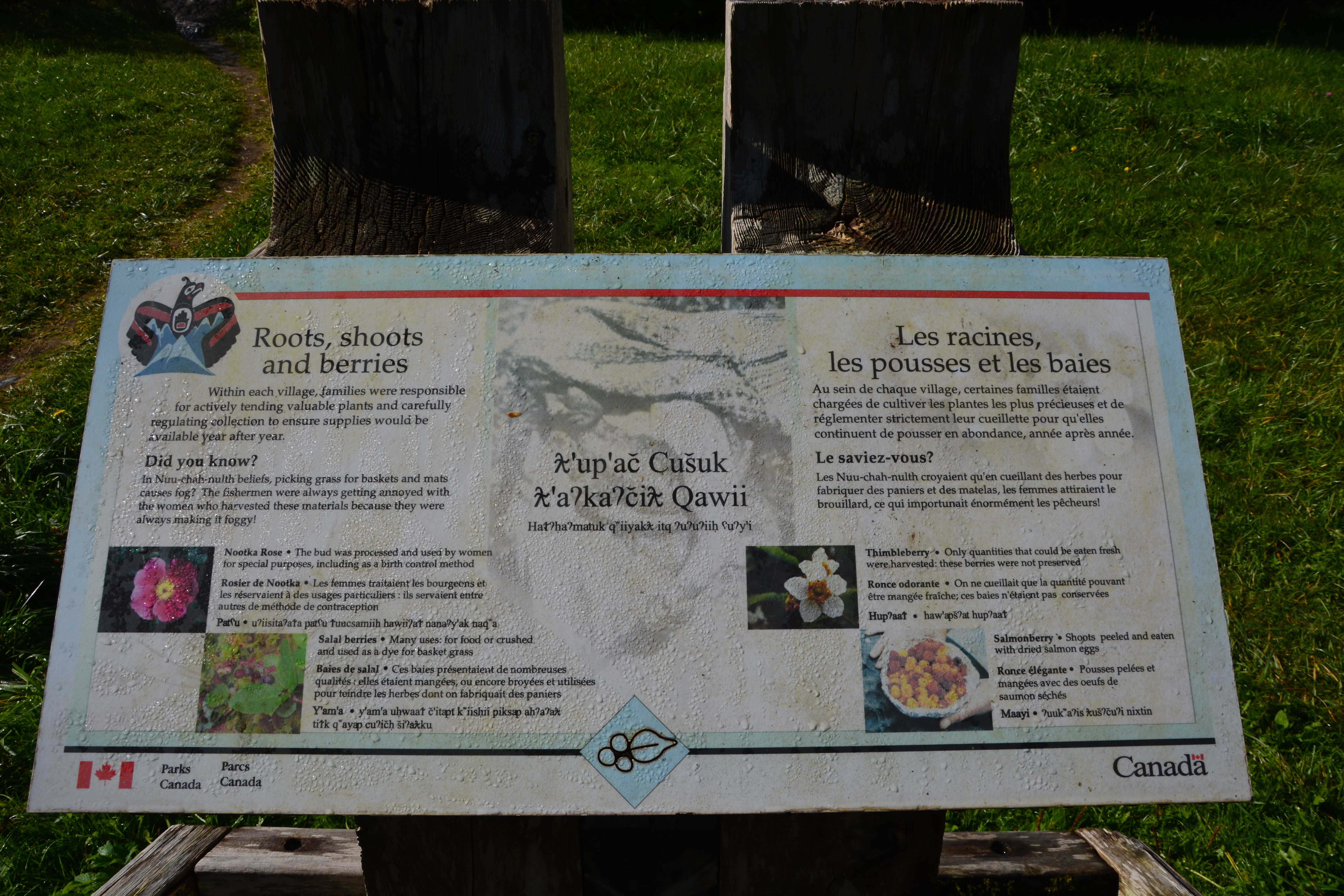
Panneau d'information sur les plantes utilisées par la première nation Nuu-chah-nulth dans la Réserve de parc national Pacific Rim.